# 盘龙镇 (重庆市)
盘龙镇，是中华人民共和国重庆市荣昌区下辖的一个乡镇级行政单位。

## 行政区划
盘龙镇下辖以下地区：
龙腾社区、合靖社区、大建社区、长岭社区、大成村、禾苗村、拱桥村、兴龙村、藕塘村、龙王村、骑龙村、永陵村、昌州村、三合村、石田村和白鹤村。